# Masia de Sant Oleguer
La Masia de Sant Oleguer és un monument del municipi de Sabadell (Vallès Occidental) protegit com a bé cultural d'interès local. Des del 1977 és la seu de l'entitat cultural i esportiva Club Falcons.

## Masia
Masia de planta baixa i pis, amb coberta a dues vessants que donen aigües a les façanes laterals. Es va construir amb pedres de la vella pedrera de Sant Oleguer. Les dovelles del portal d'accés i els arcs de les finestres són de grossos maons de terra cuita. Sobre la masia sobresurt una estructura a un vessant. Durant els anys 60 del segle xx va ser objecte de diverses reformes, amb l'obertura de noves finestres a les façanes, com les bessones amb arc de sobre el portal. L'era de batre de davant va ser transformat un jardí esglaonat.

## Molí

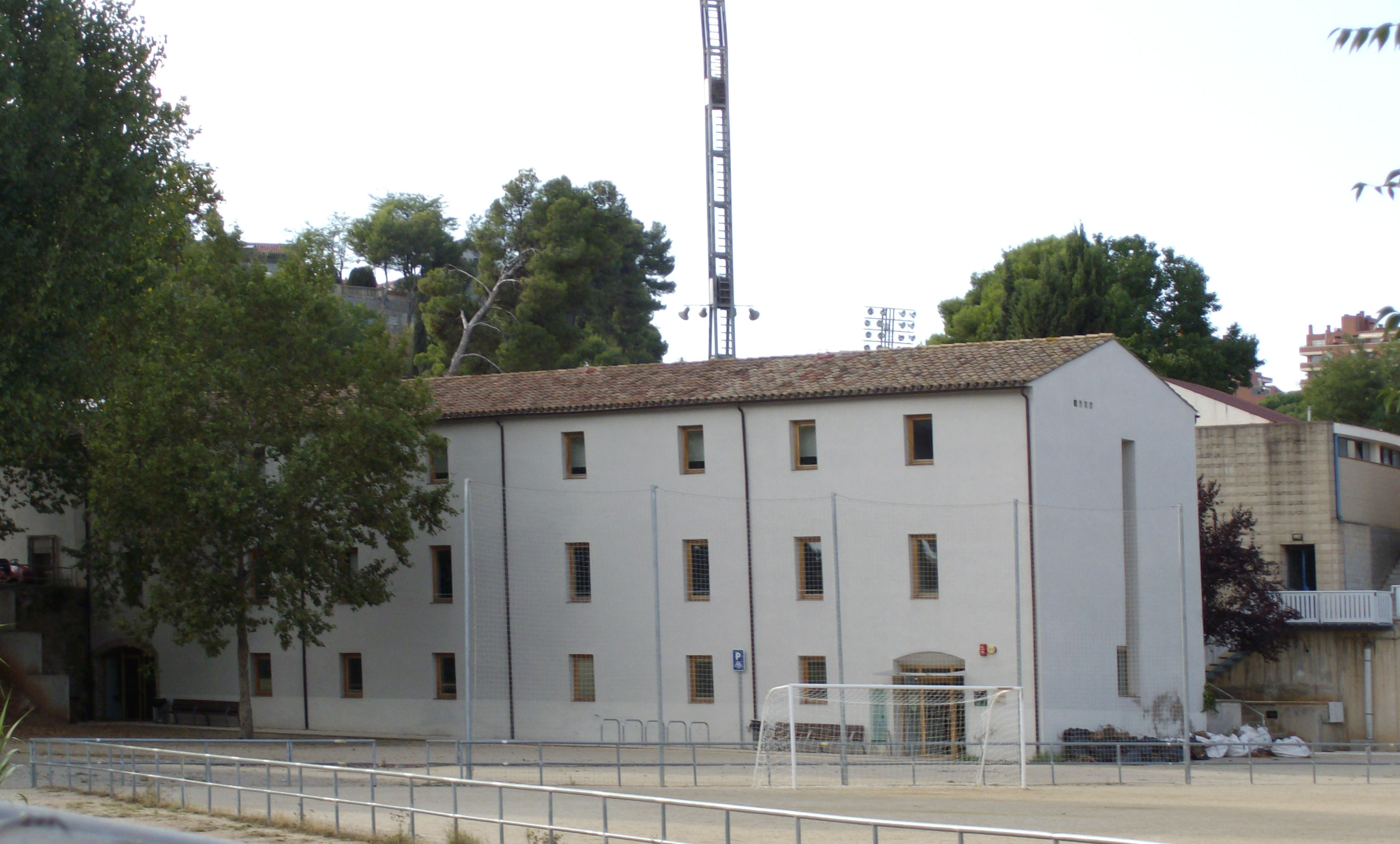
Molí de Sant Oleguer

Molí de tres plantes, emplaçat al marge dret del riu Ripoll. El seu aspecte és el propi dels molins del segle xviii, encara que ha sofert moltes modificacions. Al seu interior es conserven les rodes d'aigua. Als anys 80 del segle XX una part de la façana es va tapiar i es va convertir en frontó. També ha desaparegut la xemeneia adossada a la façana de quan el molí era rentador de llana.
En l'actualitat està situat enmig del complex esportiu de Sant Oleguer. Recentment l'ajuntament l'ha restaurat i l'ha convertit en un alberg de joventut.

## Història
L'any 1277 aquest mas era anomenat Auleguer, al segle xiv formava part de les restes del Mas Verger, que s'estenien vers el sud-est del terme sabadellenc i que també incloïen el molí del mateix nom. En el segle xvii, l'Oleguer era propietat de Pau Feu, on fou en aquest temps que el mas passà a anomenar-se Sant Oleguer, doncs es deia que aquest Sant bisbe de Barcelona i arquebisbe de Tarragona reconquerida, durant la seva estada en aquestes terres, residí en aquesta pagesia.
Segons textos de Bosch i Cardellach al segle xviii s'hi fabricava paper en el molí. El 1792 es facultà al propietari per fer servir les aigües de la séquia Monar, però aquestes no foren suficients i el 1833 es convingué en obrir una nova séquia fins al molí de les Tres Creus. També es van utilitzar les aigües dels torrents Gambús i Verger, i de la séquia del Molí d'en Gall. A mitjan segle xix fou rentador de llana i vers l'any 1885 s'hi establí una fàbrica de paper de cartró i d'estrassa. Els fulls es posaven a assecar en els dos cossos de porxades i en un paratge proper, conegut per Pla dels Cartrons.